# Yunza
La yunza, cortamonte, tumbamonte, humisha, umisha, yunsa, o yunce, es una celebración ritual antigua, practicada en todo el Perú, en el cual los asistentes deben bailar, rodeando al árbol, esperando a que el árbol con los regalos caiga por medio de machetazos. Esta actividad es realizada principalmente en Carnavales.
Esta celebración tiene un sentido social que permite unir e incluir a los asistentes como comunidad, promoción o fiesta. Según la cosmovisión andina tiene una representación sexual del hombre (árbol) y la mujer (tierra). El significado de la caída del árbol al suelo es rendirle tributo a la Mama Pacha. También la celebración tiene una carga simbólica con mensaje de la abundancia cuando se “adorna el árbol con regalos" según la antropóloga Ivanna Zúñiga.

## Etimología

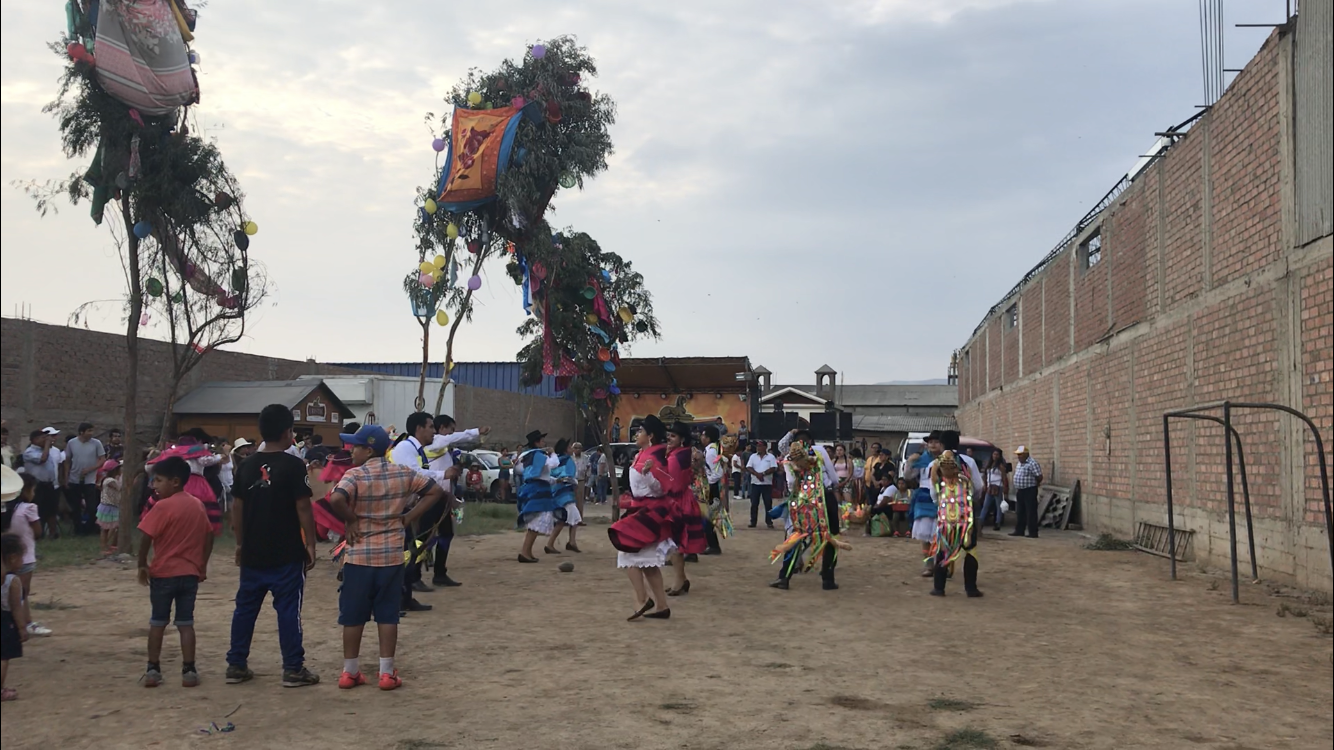

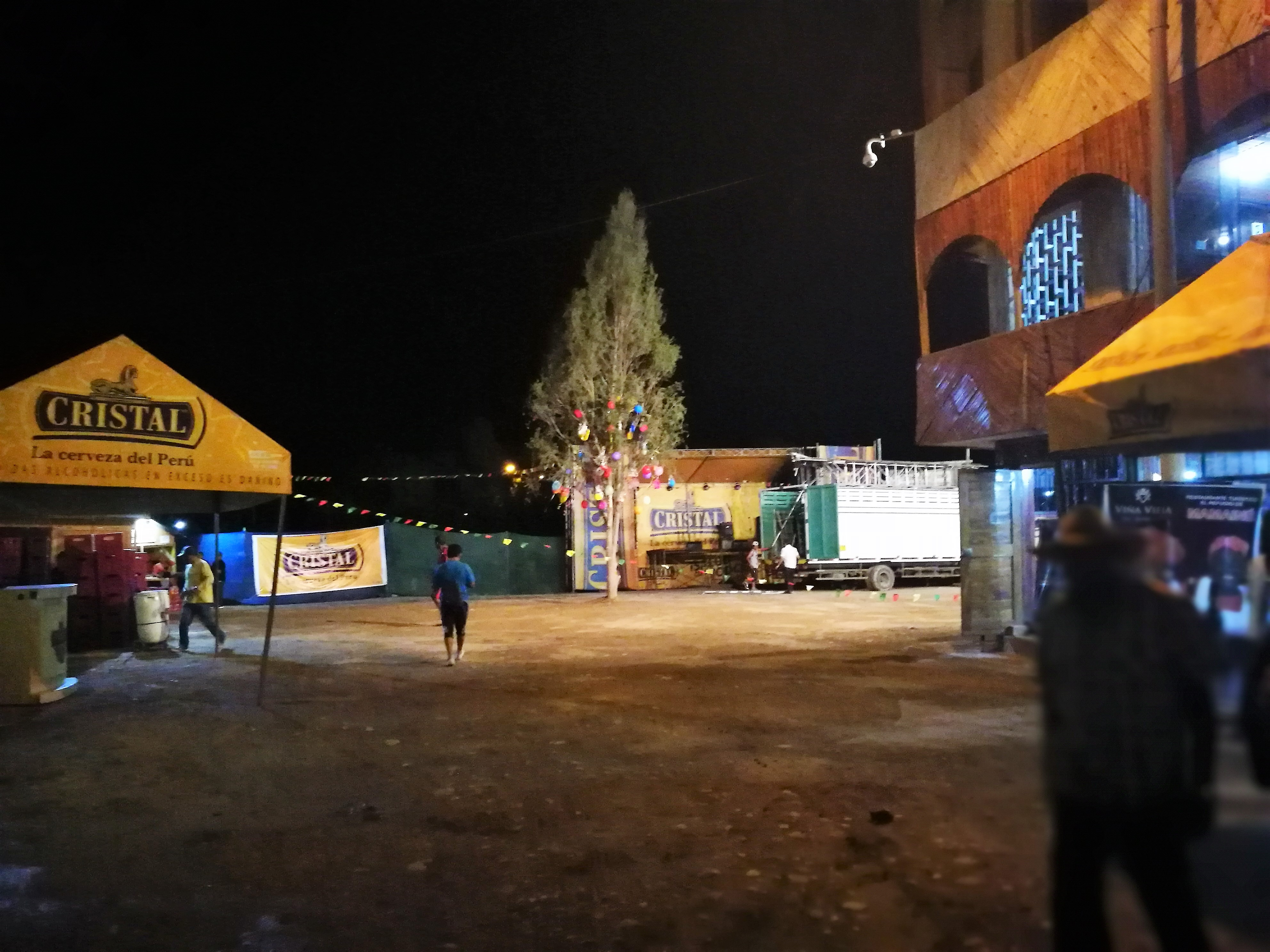
Árbol de yunza ya adornado para el día siguiente

Es denominado ‘yunza’, ‘tumba monte’ o ‘cortamonte’, en la costa; ‘humisha’ o 'umisha' (árbol con regalos) en la selva, o ‘sacha cuchuy’ en quechua (‘cortar árbol’) o también nombrado ‘huanchihualito’.

## Orígenes
Se tiene evidencias desde la cultura Moche en cerámicas e Inca, con el capac raymi o apucllay, esta última palabra significa juego y duelo (competencia) que es celebrado después del solsticio de verano. En la cultura Chancay se tiene registro de una pieza textil de trapo con personajes tomados de la mano alrededor de un árbol. En Europa se realizaban fiestas que terminaban con el miércoles de ceniza. Allí se realizaban sacrificios y banquetes, mientras que en febrero se relajaban las normas sociales. Luego, con la llegada de los españoles al Perú se produjo un sincretismo.
Se tiene registro en la literatura con Enrique López Albújar que retrata esta fiesta en De la tierra brava, poemas “afro-yungas” (1938).

## Preparación

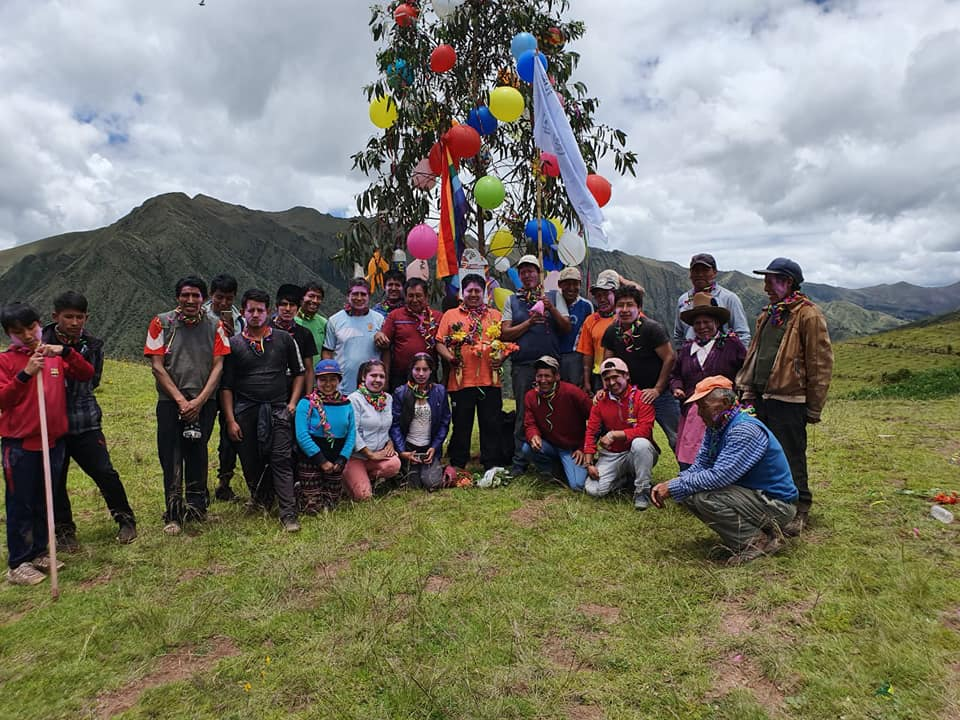

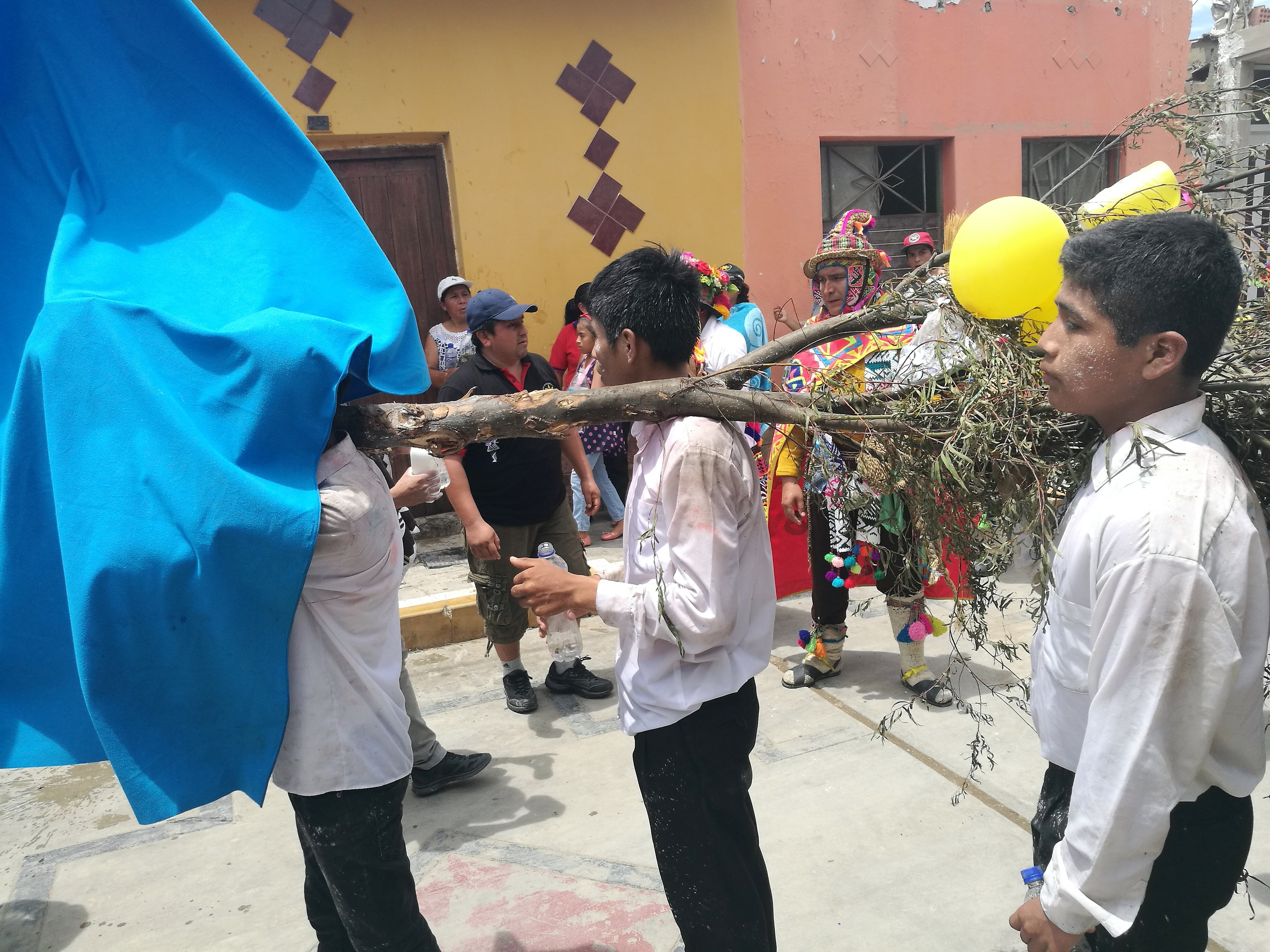

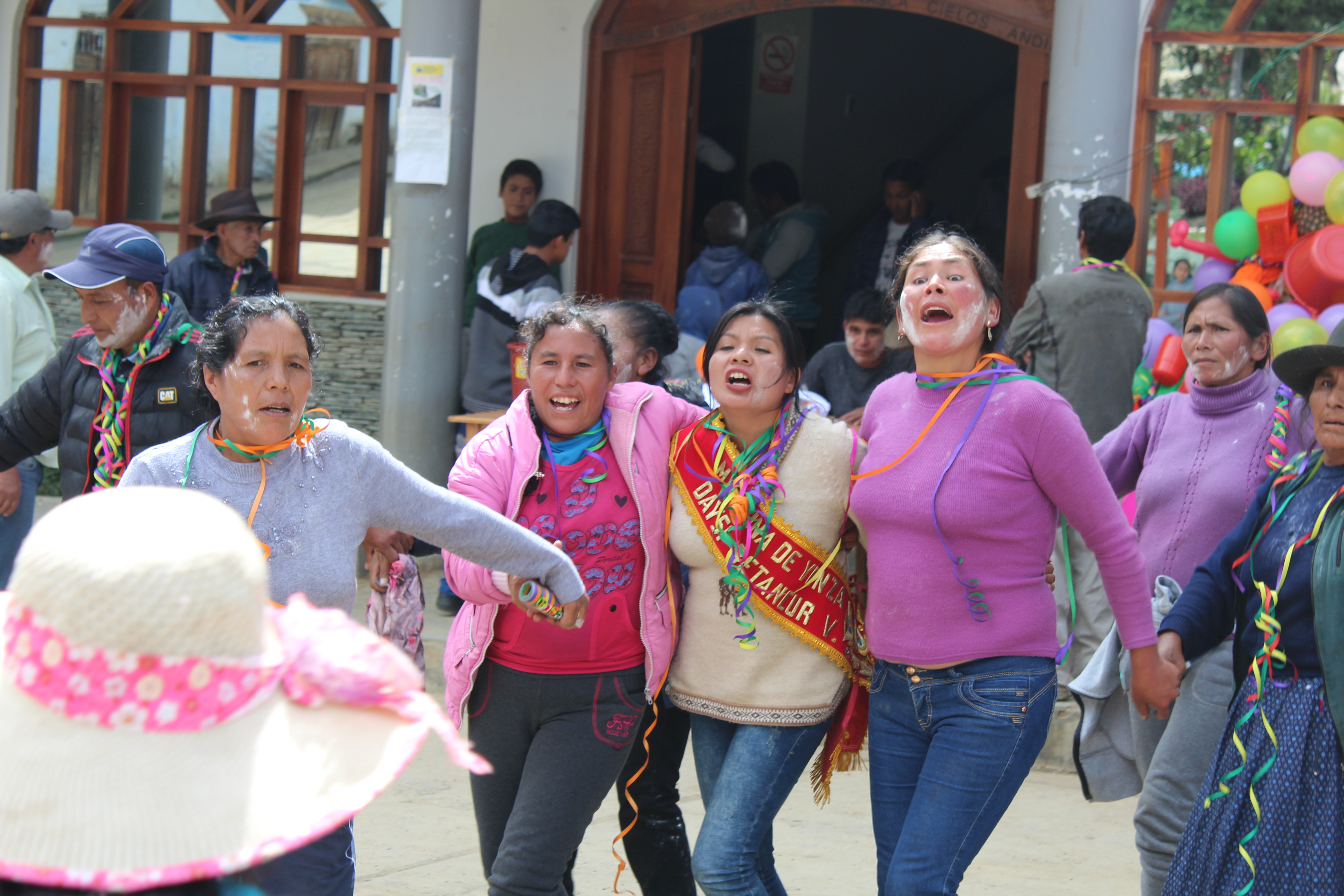

Al inicio es realizada por la comunidad, que luego encomienda a los ‘padrinos’ o ‘mayordomos’. Días antes, estos tendrán que conseguir uno o varios árboles generalmente de capulí o eucalipto (sierra) o de sauce o huarango (costa) dependiendo del número de padrinos participantes quienes previamente han aportado con los regalos y el costo del árbol para luego colgar los regalos al árbol replantado.
El día central se coloca los adornos como serpentinas o globos y regalos sencillos y frutas. Los padrinos iniciarán la mañana visitando a las parejas invitadas de la comunidad acompañados por una banda folklórica, de casa en casa danzando y celebrando alegremente con chicha andina para luego dirigirse al área donde se encuentra el (los) árbol (es) plantados, haciendo una ronda de parejas alrededor del árbol se procede al corte del monte al son de la música, entre bailes con tres a dos golpes al árbol con un hacha, para tratar de tumbarlo. Luego tendrán que elegir a una nueva pareja y alternar con las parejas asistentes que se encuentran danzando en la rueda, hasta la caída del árbol para luego pasar a recoger los regalos.
La última pareja que logre tumbar el árbol serán los próximos padrinos para el año siguiente. Los niños y adolescentes rodean a los danzantes a la espera de la caída del árbol que esta llena de regalos.
En algunas zonas andinas los invitados van vestidos con elegantes sombreros y vestimenta andina multicolores, los hombres usan disfraz imitando a los conquistadores españoles, dependiendo de las regiones, también participan unos vigilantes disfrazados de diablos con látigo en mano que abren los espacios para los danzantes sin ocasionar daños a los pequeños, solo para asustar y ordenar la celebración.

## Prohibición
Esta actividad fue prohibida en varios distritos de Perú: en Lima está prohibido en el Distrito de El Agustino, y suspendida de otorgar autorizaciones en la vía pública el cual se considera que falta el "principio de autoridad, la seguridad y el uso de la vía pública". En Cajamarca fue prohibida como un acto de respeto a los damnificados por las intensas lluvias. Se tiene varios registros de personas heridas y muertas ocasionado por realizar esta práctica, generalmente por la caída del árbol.